# Ljusfruktig xylographa
Ljusfruktig xylographa (Xylographa trunciseda) är en lavart som först beskrevs av Theodor 'Thore' Magnus Fries, och fick sitt nu gällande namn av Minks ex Redinger. Ljusfruktig xylographa ingår i släktet Xylographa och familjen Trapeliaceae.  Arten är reproducerande i Sverige. Inga underarter finns listade i Catalogue of Life.